# Assyrtiko
Assyrtiko (griechisch Ασσύρτικο oder Asyrtiko Ασύρτικο) ist eine Weißweinsorte aus Griechenland, die ursprünglich von der Insel Santorini stammt.
Man findet sie hauptsächlich auf den Ägäischen Inseln, besonders in der Appellation Plagies Melitona auf der Halbinsel Chalkidiki und Santorin. Aus dieser griechischen Rebsorte werden hochwertige, langlebige Weine mit starker Säure gekeltert, die besonders zu Meeresfrüchten und zu Fisch passen.
Als Verschnitt wird diese Rebsorte als Partner von Savatiano verwendet.
Die klimatischen Einflüsse und die Höhe der Weingärten wirken prägnant auf diese Sorte, die ein sehr hohes Reifungspotenzial besitzt. Die Weißweine verfügen über eine gute Qualität und behalten eine frische Säure. Die Weine können bei voller Reife einen Alkoholgehalt von bis zu 17 Volumenprozent aufweisen. Solche Weine sind auf Santorin unter dem Namen nycteri oder nykteri bekannt. Nykteri (Νυκτέρι) ist ein Weißwein, der vor allem aus der Assyrtiko mit Beimischung von geringen Teilen von Aidani Aspro und Athiri gekeltert wird. Er ist ein säure- und körperreicher, meist blassgelber Wein, der oft ein leichtes Jasminbouquet, immer aber Zitronen- oder Limettenaromen aufweist. Seinen Namen hat er von der Lese- und Keltermethode, die innerhalb eines Tages erfolgt und erst in den frühen Morgenstunden endet. Nykteri bedeutet so viel wie „nächtliche Arbeit“.
Mit einer bestockten Rebfläche von 21,659 griechische Stremma (Stand 2020) zählt sie zu den wichtigen Sorten in Griechenland. Allein in Santorin beträgt ihr Anteil 70 %. Auf dieser Insel sind neben der Hauptsorte noch 2 Klone bekannt. Während sich der Klon Arseniko lediglich als virusbefallenes Rebmaterial des Assyrtico herausstellte, ergaben Genanalysen, dass Flaskassyrtiko eine eigenständige Rebsorte darstellt.
Assyrtiko gehört seit 1971 zu den zu den Produkten mit geschützter Ursprungsbezeichnung.
Siehe auch den Artikel Weinbau in Griechenland.

## Synonyme
7: Arcytico, Assirtico, Assyrtico, Asurtico, Asyrtico, Asyrtiko, Atzala.